# サブライム数
サブライム数（サブライムすう、英:sublime number）は自然数で、約数の個数が完全数個であり、なおかつ全ての約数の和が別の完全数になるような数である。例えば12は約数が 1, 2, 3, 4, 6, 12 と 6 個あり、それらの和は 1 + 2 + 3 + 4 + 6 + 12 = 28 となり、約数の個数および和がともに完全数となるので 12 はサブライム数である。「sublime」は英語で「崇高な」を意味する。
最小のサブライム数は 12 であり、他には 6086555670238378989670371734243169622657830773351885970528324860512791691264 (オンライン整数列大辞典の数列 A081357)が知られているだけである。この76桁の数は1995年にKevin Brownによって計算され、2126×(261−1)×(231−1)×(219−1)×(27−1)×(25−1)×(23−1) という形に素因数分解される。ここで (2n−1) で表されている数は全てメルセンヌ素数である。
約数の個数は (126+1)×2×2×2×2×2×2 = (27−1)×26 = 8128
約数の和は (2126+1−1)×261+31+19+7+5+3 = (2127−1)×2126
であり、いずれも完全数となる。

## 未解決問題
サブライム数が無限に存在するかは分かっていない。また、奇数のサブライム数が存在するかも未解決である。